# Хаджи Есат джамия
Хаджи Есат джамия (на македонска литературна норма: Хаџи Есат џамија; на албански: Xhamia e haxhi Esatit) е мюсюлмански храм в кумановското село Лояне, северната част на Северна Македония. Джамията е изградена в 1816 година. Обновена е в 1971 и в 1987 година.